# 北德廣播易北愛樂樂團
北德廣播易北愛樂樂團（德語：NDR Elbphilharmonie Orchester），位於德國漢堡，為德國最具盛名的頂尖管弦樂團之一。该乐团成立于1945年，2016年以前的旧名称为北德广播交响乐团（德語：NDR Sinfonieorchester）。乐团驻地为易北爱乐厅。
北德廣播易北愛樂樂團的強項曲目除了如布魯克納及貝多芬等古典樂派與浪漫樂派作曲家作品外，也致力於當代曲目的推動。現任首席指揮為阿伦·基尔伯特。

## 歷史
漢斯·施密特-伊塞施泰特（Hans Schmidt-Isserstedt）於1945年代表英國軍政府開始組建樂團。他訪問了石勒蘇益格-荷爾斯泰因州的德國戰俘營，並呼籲在戰爭最後幾年解散的交響樂團和歌劇團的音樂家在他們獲釋後來漢堡參加試鏡。他們中最好的人都訂婚了。早在 1945 年 8 月，漢堡音樂廳就舉辦了第一場音樂會，該音樂廳倖免於戰爭破壞。耶胡迪·梅紐因演奏了費利克斯·門德爾松·巴托爾迪的小提琴協奏曲，由施密特-伊塞施泰特和新的交響樂團伴奏，該交響樂團在NWDR成立后被稱為NWDR交響樂團。
在西北德意志廣播團分為NDR和WDR之後，樂團於1956年更名為NDR交響樂團。演奏了古典的、浪漫的，在很大程度上是當代的作品。迄今為止，主要場地是漢堡的 Laeiszhalle。現在，樂團在世界各個舞臺上都遊倜傳。在1987年被任命為名譽指揮的君特·萬德（Günter Wand）的指導下，樂團特別成功。與他一起，樂團在日本獲得了“2000年度最佳表演”的榮譽。
隨著易北愛樂音樂廳的建成，北德意志交響樂團已成為音樂廳的駐場樂團。在2016樂季開始時，樂團更名為NDR Elbphilharmonie樂團。自2013年11月1日起，安德里亞·齊茨施曼（Andrea Zietzschmann）擔任NDR管弦樂團、合唱團和音樂會部門的負責人，其任務還包括將樂團從萊伊斯音樂廳遷至易北愛樂音樂廳。2016年11月中旬，樂團搬進了大樓內的個人場所，現在除了辦公室、調音室和儲藏室外，還擁有自己的錄音室。[3] NDR每年必須支付約913,000歐元的租金。此外，還有用於音樂會錄音的音訊控制室的費用和指揮室的租金。雙方商定，這些金額將每年根據一般價格變化（通貨膨脹補償）進行調整。
Смотритетакже： 2017年1月11日易北愛樂音樂廳開幕音樂會（Rihm世界首演）

## 沿革

### 歷年首席指揮
- 汉斯·施密特-伊瑟施泰特（1945－1971年）
- 莫許·阿茲蒙（英语：Moshe Atzmon）（1972－1976年）
- 克勞斯·滕施泰特（1979－1981年）
- 君特·汪德（1982－1990年）
- 約翰·艾略特·加德納（1991－1994年）
- 赫伯特·布隆斯泰特（1996－1998年）
- 克里斯托弗·埃申巴赫（1998－2004年）
- 克里斯托夫·冯·多赫南伊（2004－2011年）
- 托马斯·亨格尔布洛克（2011年－2018年）
- 阿伦·基尔伯特（2019年－）

## 作品
- 有關演出日期以及樂團的CD和DVD的資訊請參考以下連結[4]

## 外部連結
- 官方网站
- 北德廣播易北愛樂樂團的Discogs页面（英文）